# Кладоспорий травяной
Кладоспо́рий травяно́й (лат. Cladospórium herbárum) — вид грибов-аскомицетов, относящийся к роду Кладоспорий (Cladosporium) класса Дотидеомицеты (Dothideomycetes). Типовой вид рода. Ранее это название относилось только к анаморфной стадии гриба, а телеоморфа именовалась Davidiélla tassiána.

## Описание
Колонии на картофельно-декстрозном агаре (PDA) на 14-е сутки до 2—3,5 см в диаметре, бархатистые, серо-оливковые до беловатых или дымчато-серых при обилии воздушного мицелия. Реверс оливково-серый до серо-стального, край ровный, правильный. Спороношение обильное, экссудат иногда образуется.
На агаре с солодовым экстрактом (MEA) колонии 1,5—3,5 см в диаметре на 14-е сутки, дымчато-серые до светло-оливково-серых, с обильным воздушным мицелием, без обильного экссудата.
На овсяном агаре (OA) колонии 1—3 см в диаметре на 14-е сутки, оливково-серые до дымчато-серых, с оливково-серым реверсом, с волнистым краем. Воздушный мицелий обильный, белый.
Мицелий колоний 1—5 мкм толщиной, гиалиновый до коричневатого, иногда гифы мелкобородавчатые или шероховатые. Макронематные конидиеносцы прямостоячие, прямые или изогнутые, узловатые, иногда разветвлённые до 3 раз, 10—320 мкм длиной, иногда мелкобородавчатые, различной интенсивности коричневого цвета. Конидиогенные клетки узловатые, 10—24 мкм длиной, симподиально пролиферирующие. Микронематные конидиеносцы гифовидные, нитевидные до цилиндрических, не узловатые, 5—120 мкм длиной, почти гиалиновые или светло-коричневые, иногда несколько шероховатые. Конидии в неразветвлённых или рыхло разветвлённых близ основания цепочках, прямые до слабо изогнутых. Конечные конидии обратнояйцевидные, 4—10 × 3—5 мкм, срединные конидии эллипсоидальные до цилиндрических, 6—16 × 4—6 мкм, редко с одной септой. Окраска конидий коричневая до серо-коричневой, поверхность мелкобородавчатая до бородавчатой.
Плодовые тела (аскомы) — перитеции шаровидной формы, чёрные, до 200 мкм в диаметре. Аски битуникатные, обратнояйцевидные до широкоэллипсоидальных, восьмиспоровые, 65—85 × 13—17 мкм. Аскоспоры гиалиновые, веретеновидно-эллипсоидальные, с септой, 20—23 × 7 мкм, при созревании коричневые, мелкобородавчатые.

## Экология и значение
Широко распространённый вид, встречающийся практически повсеместно. Растительный сапротроф, также обитатель филлопланы, иногда — эндофит; выделяется из воздуха, с пищевых продуктов, из почвы, с тканей и прочих материалов.

## Таксономия
Cladosporium herbarum (Pers.) Link, Mag. Ges. Naturf. Fr. Berl. 7: 37 (1816),  Fr., Syst. Mycol. 3: 370 (1832). — Dematium herbarum Pers., Ann. Bot. (Usteri) 11: 32 (1794).

### Синонимы
- Acladium herbarum (Pers.) Link, 1809
- Acladium heterosporum Wallr., 1833
- Botrytis pulvinata Link, 1824
- Brachysporium flexuosum (Corda) Sacc., 1886
- Brachysporium vesiculosum (Thüm.) Sacc., 1886
- Byssus herbarum (Pers.) DC., 1815
- Chloridium epiphyllum (Pers.) Chevall., 1826
- Cladosporium acutum Ellis & Dearn., 1897
- Cladosporium alnicola Corda, 1837
- Cladosporium arundinis (Corda) Sacc., 1886
- Cladosporium brunneolum Sacc., 1886, nom. nov.
- Cladosporium brunneum Cooke & Harkn., 1884, nom. illeg.
- Cladosporium caricicola Corda, 1837
- Cladosporium condylonema Pass., 1889
- Cladosporium elegans Penz., 1882
- Cladosporium epiphyllum (Pers.) Nees, 1817
- Cladosporium fungorum (Pers.) Roum., 1885
- Cladosporium fuscatum Link, 1824, nom. nov.
- Cladosporium fusicladium Sacc., 1897
- Cladosporium graminum Corda, 1837, nom. illeg.
- Cladosporium fasciculatum Corda, 1837
- Cladosporium fuligineum Bonord., 1864
- Cladosporium laricis Sacc., 1905
- Cladosporium lignicola Corda, 1837
- Cladosporium microporum Rabenh., 1889
- Cladosporium nodulosum Corda, 1837
- Cladosporium punctulatum Sacc. & Ellis, 1882
- Cladosporium sparsum Schwein., 1832
- Cladosporium tomentosum Corda, 1837
- Cladosporium typhae Schwein., 1832
- Cladosporium typharum Desm., 1828
- Cladosporium velutinum Ellis & Tracy, 1890
- Cladosporium vincae Fairm., 1911
- Davidiella tassiana (De Not.) Crous & U.Braun, 2003
- Dematium epiphyllum Pers., 1801
- Dematium fuscum Pers., 1822
- Dematium herbarum Pers., 1794
- Dematium herbarum var. fungorum Pers., 1801
- Dematium vulgare Pers., 1822, nom. superfl.
- Dematium vulgare var. fungorum (Pers.) Pers., 1822
- Dematium vulgare var. herbarum (Pers.) Pers., 1822
- Didymotrichum alnicola (Corda) Bonord., 1851
- Didymotrichum caricicola (Corda) Bonord., 1851
- Didymotrichum nodulosum (Corda) Bonord., 1851
- Helminthosporium acuum P.Karst., 1892
- Helminthosporium compactum P.Karst., 1892
- Helminthosporium flexuosum Corda, 1837
- Helminthosporium herbarum Schwein., 1832
- Helminthosporium phyllophilum P.Karst., 1884
- Helminthosporium vesiculosum Thüm., 1877
- Heterosporium abroniae Harkn., 1884
- Heterosporium asperatum Massee ex Sacc., 1913
- Heterosporium atopomerum Kirschst., 1939
- Heterosporium avenae Oudem., 1898
- Heterosporium berberidis Ranoj., 1910
- Heterosporium caulicola Ellis & Everh., 1894
- Heterosporium cladosporioides Ellis & Everh., 1894
- Heterosporium cytisi Ranoj., 1910
- Heterosporium didymosporum Clem., 1894
- Heterosporium ephedrae Potebnia, 1907
- Heterosporium epimyces Cooke & Massee, 1888
- Heterosporium equiseti H.C.Greene, 1950
- Heterosporium fraxini Ferd. & Winge, 1907
- Heterosporium galii Fautrey & Roum., 1892
- Heterosporium goiranicum C.Massal., 1889
- Heterosporium laburni Oudem., 1888
- Heterosporium opuntiae Lindau, 1910
- Heterosporium sorghi Ranoj., 1914
- Heterosporium spiraeae Syd. & P.Syd., 1913
- Heterosporium stromatigenum Bubák & Vleugel, 1916
- Heterosporium syringae Oudem., 1898
- Heterosporium yuccae Bubák, 1914
- Mycosphaerella tassiana (De Not.) Johanson, 1884
- Myxocladium arundinis Corda, 1837
- Sphaerella tassiana De Not., 1863

и другие.